# 中華基督教會公理堂

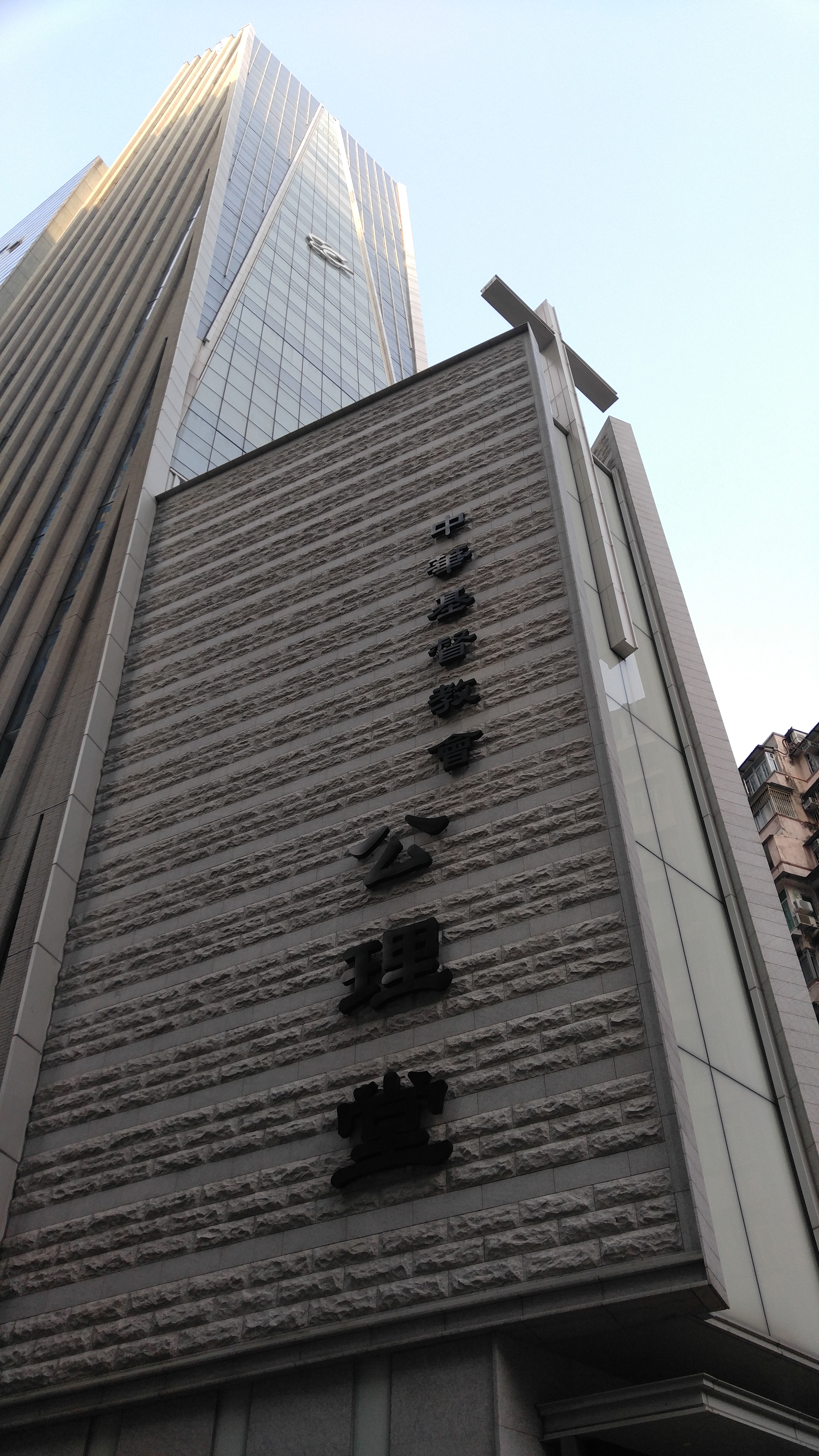
大樓向邊寧頓街方向可見「中華基督教會公理堂」大字

中華基督教會公理堂（英語：China Congregational Church）又名中華公理會，為中華基督教會的堂會，現址位於香港島銅鑼灣禮頓道119號。舊堂於1950年3月動工興建，同年12月落成。2008年議決全面重建，2010年2月28日動土，2012年10月底落成，2013年3月31日作新堂獻堂禮。

## 歷史

### 美部會與Canton Mission
1806年，美國麻省威廉斯學院的幾個學生在一次被後世稱為「乾草堆禱告會」（Haystack Prayer Meeting）中，得著感召，倡議成立向海外宣教的組織；1810年，美國公理宗教會成立「美國公理宗海外傳道部」（簡稱「美部會」）推動國外之差傳佈道聖工。1830年，為響應第一位來華的基督新教宣教士屬倫敦傳道會的馬禮遜牧師（Rev. Robert Morrison）發出的呼籲，美部會差派了裨治文牧師（Rev. Elijah C. Bridgman）來到廣州開展Canton Mission，成為第一個來華的美國傳教士。後來，中美望廈條約簽訂，Canton Mission隨著美部會事工北移，於1866年劃上了句號。

### 偉廉泮與加州華人信徒
時值滿清晚期，飄洋到海外謀生的華人越來越多，其中有遠渡至美國東岸的紐約、波士頓等大城市的；而在美國西岸，加州的舊金山（三藩市）及其週邊地區是當時很多華工的熱門落腳點。這些在美國生活及工作的華人，會定期回鄉，並拿辛勞賺得的金錢支援鄉親，年青的亦會回去娶妻。公理宗背景的美國傳教士協會（American Missionary Association, AMA）在加州開始了對這些旅美華人的福音工作（例如開辦英文夜校），其事工主管偉廉泮牧師（Rev. William C. Pond）是當中鑰匙人物。約在1873年，泮牧師與華人信眾們離開了本屬的三藩市的第三綱紀慎教會，建立了伯大尼綱紀慎教會；在這群華人信徒中，亦有一位代表人物：朱金（Jee Gam）。朱金和他的信徒弟兄都是來自廣東省的四邑地區（即新寧、恩平、新會、開平）的，他們在信主以後，也熱切想望把福音帶回自己的家鄉，同時期望於回鄉的時候，在那艱難的信仰環境中，能得著靈性上的支援；故此，泮牧師跟華人信徒們都期望在香港這個英國殖民地（有著相對開放的信仰環境，又位處廣東內陸與海外的出入境要道）建立一個宣教基地，但礙於AMA本身並不是海外宣教組織，為此他們付上了十年的禱告工夫，終求得美部會重啟華南事工。

### 「福音堂」時期
1883年「美部會」遣派喜嘉理牧師（Rev. Charles Robert Hager）往香港及廣東開展Hong Kong Mission，初期主要在四邑各地佈道，並在香港得溫清溪、宋梓榮等人之助，於1883年在必列者士街市場現址創立「福音堂」及興辦夜學教授英文。Hong Kong Mission之開展，其實緣於一群旅居美國三藩市之華人信徒為家鄉同胞有機會得聞福音恆切禱告了十年之久，希望有宣教士奉差前往傳道，在此時他們的請求終於得到美部會的回應。1884年5月4日，孫中山以孫日新之名受洗成為公理堂教友名單上的第二人。

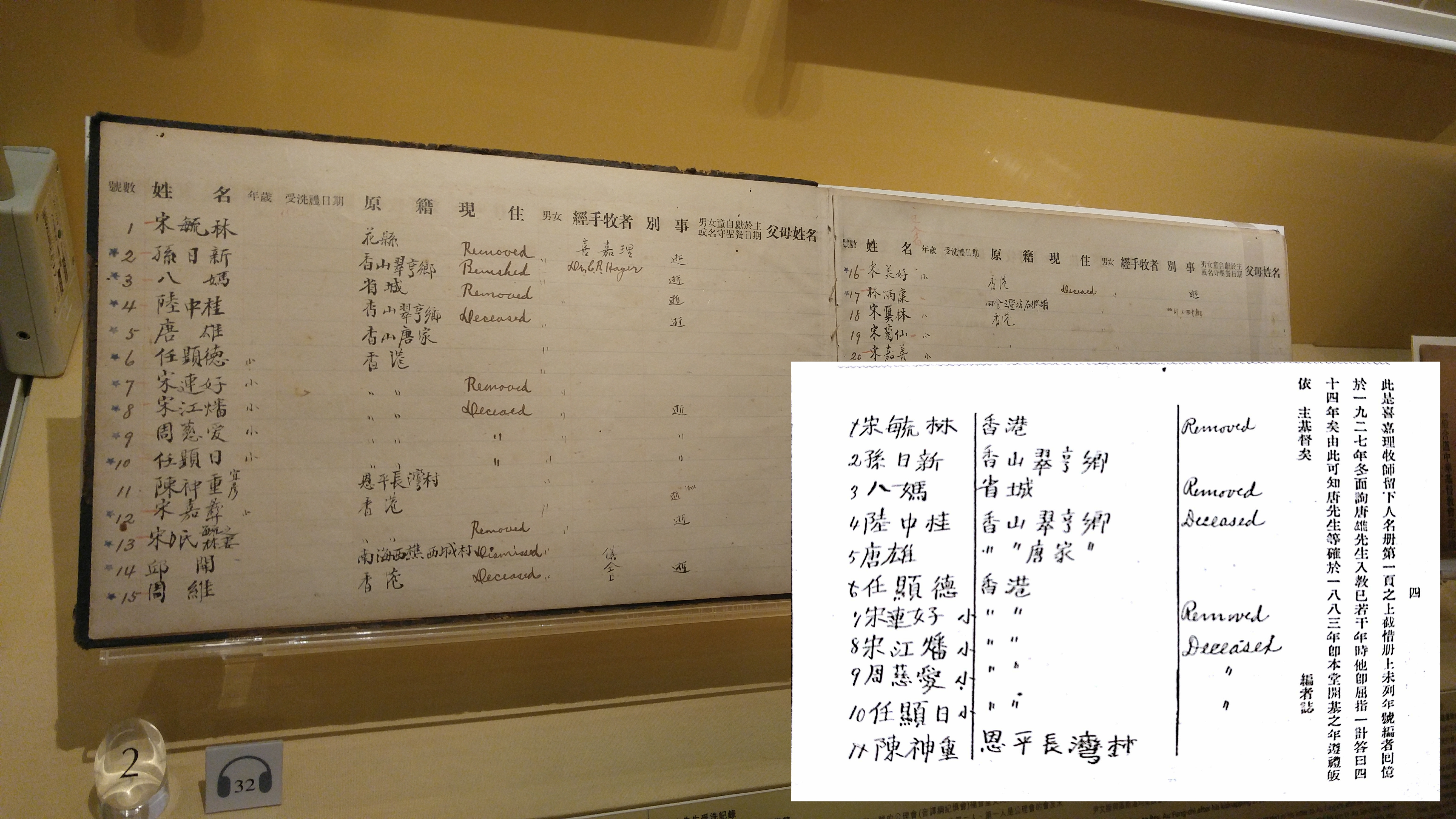
中華基督教會公理堂保存之孫中山先生洗禮紀錄，現借存於香港孫中山紀念館內，圖中圖為中華基督教會公理堂五十週年特刊內頁轉載喜嘉理牧師親筆之會友人名冊
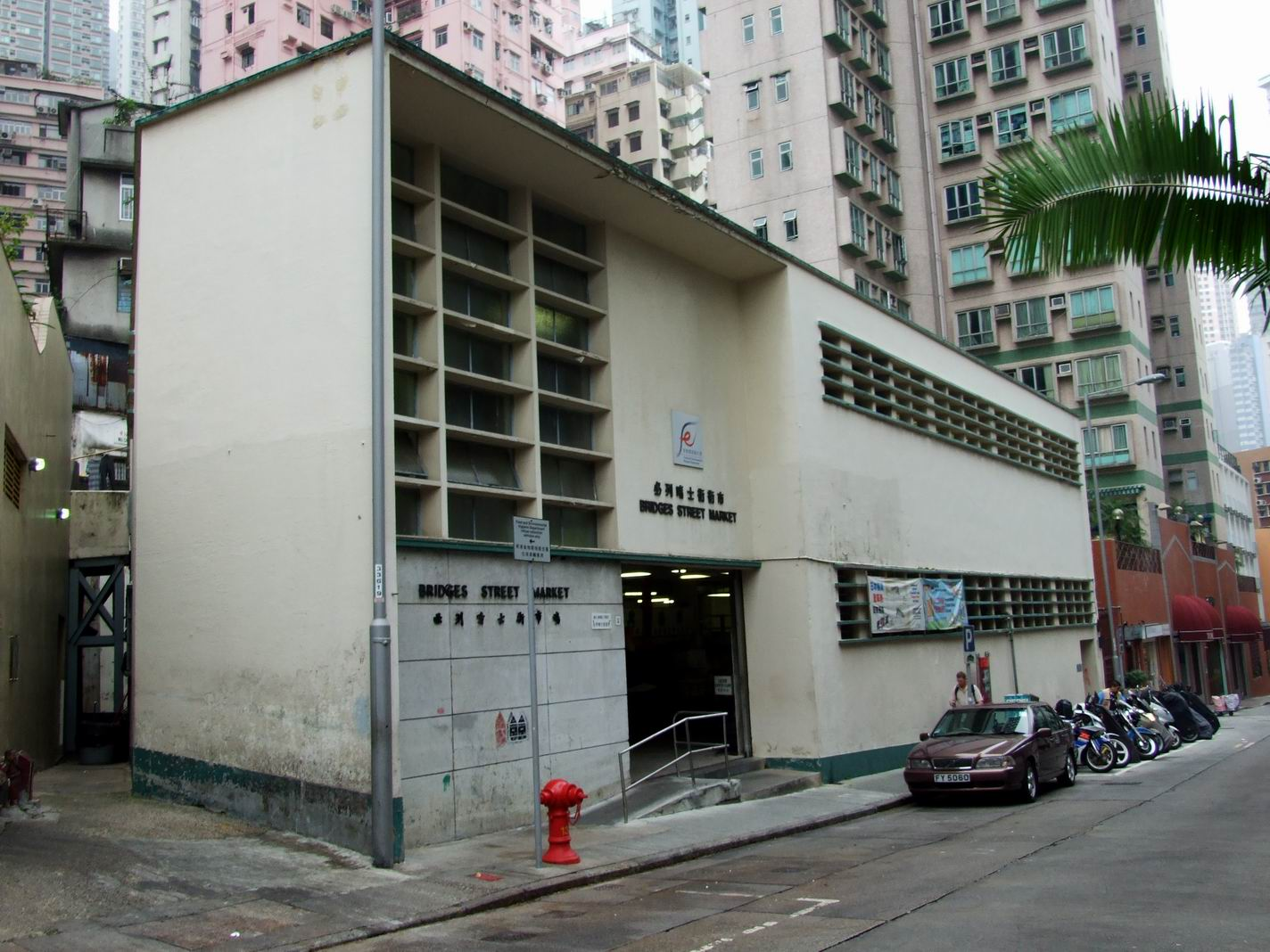
福音堂舊址現為必列者士街市場

### 「美華自理會」時期
1891至1894年間，喜嘉理牧師因病回美休養並進修醫學，香港會務除學校外，鮮有進境。及後喜嘉理牧師回港，復在學校課室裡宣講聖道，規模日增，遂於1897年在士丹頓街租得一處堂址每晚舉行晚間崇拜。1898年喜嘉理牧師等人購得樓梯街2294地段（即今日「必列者士街堂」現址）開始建堂，1901年新堂落成，取名「美華自理會」，是年10月12日舉行獻堂典禮。喜嘉理牧師在1910年回美養病不能重臨，會友們遂於1912年集資2萬港元，向美部會購回全部產業權，改名「中華公理會堂」，正式宣佈成為華人「自養、自傳、自治」之中華本色教會。1919年在廣東有五大宗派聯合，「中華公理會堂」屬五宗派之一，加入「中華基督教會」運動，再易名為「中華基督教會公理堂」。公理堂於自養自傳自理外，尚能提攜數支堂，以期主道乘時推廣，先後曾有七支堂的出現:
1. 「佛山第一支堂」（1904年由喜嘉理開設，1912年納作支堂，現為佛山市禪城區基督教升平堂）
2. 「旺角第二支堂」（1905年華洋織造廠公司創辦人教友數名發起請求母會協助而成，1932年自立，即今日中華基督教會望覺堂（页面存档备份，存于））
3. 「台山廟邊第三支堂」（1894年由喜嘉理開設，1918年納作支堂，原址在今台山市端芬鎮廟邉村，已拆毀）
4. 「中山石岐第四支堂」（1904年由伍賴信開設，1920年納作支堂，現為中山市不可移動文物「公理堂舊址」，中山市基督教兩會辦事處）
5. 「銅鑼灣第五支堂」（1933年6月始租為就近教友聚集之用，原址在清風街一號，1942年停辦）
6. 「高要馬安村第六支堂」（1937年由陳麗珍執事籌建，解放後交回陳氏後人，今肇慶市高要區白土鎮馬安村內，只剩教堂建築空樓）
7. 「筲箕灣第七支堂」（1934年始辦識字班，1938年納作支堂，1972開始自養，即今日中華基督教會基灣堂（页面存档备份，存于））

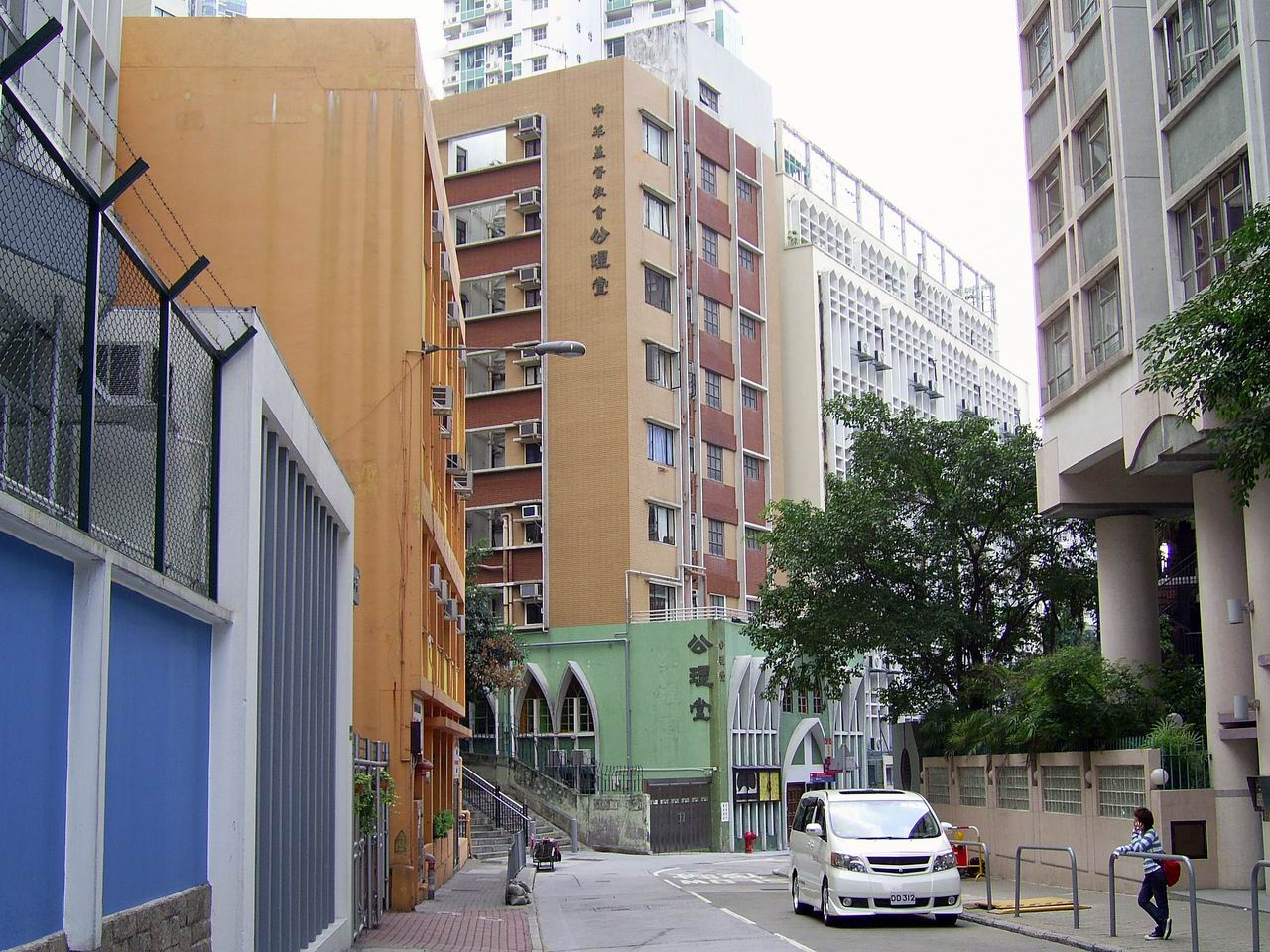
必列者士街堂
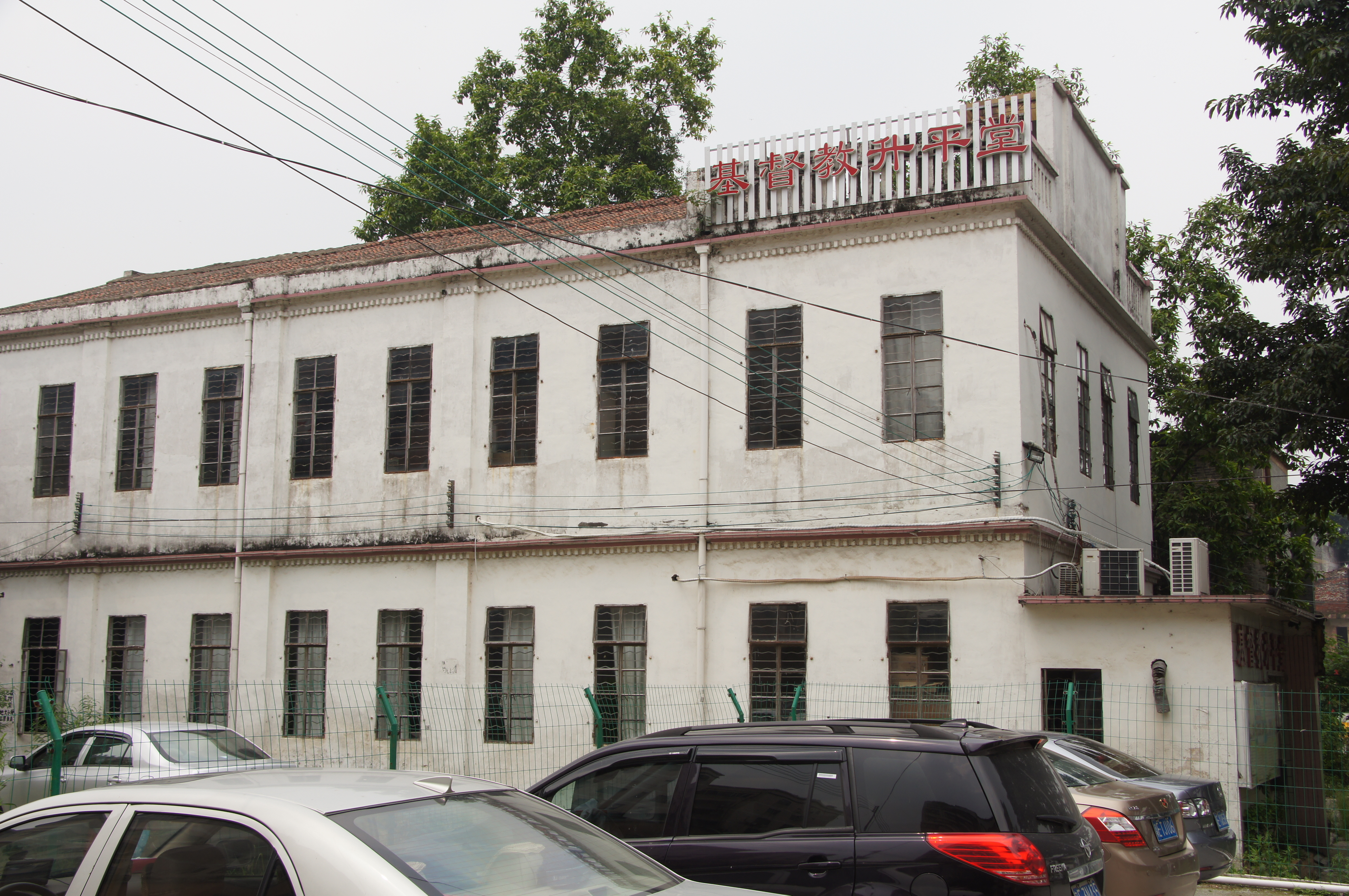
佛山市禪城區基督教升平堂2013年時外貌（佛山市基督教兩會）
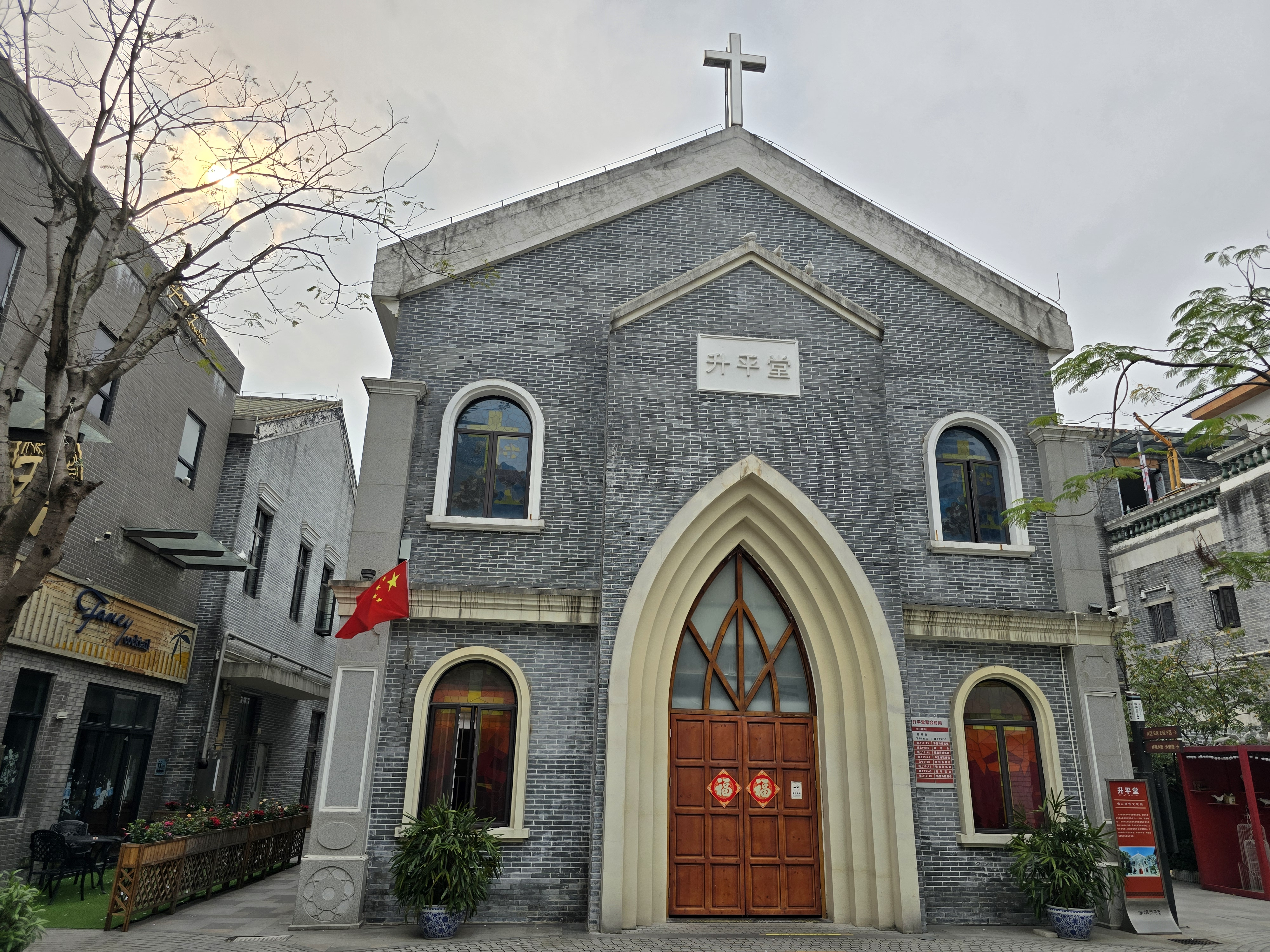
佛山市禪城區基督教升平堂於2019年重建後近貌（佛山市基督教兩會）

### 「禮頓道堂」時期

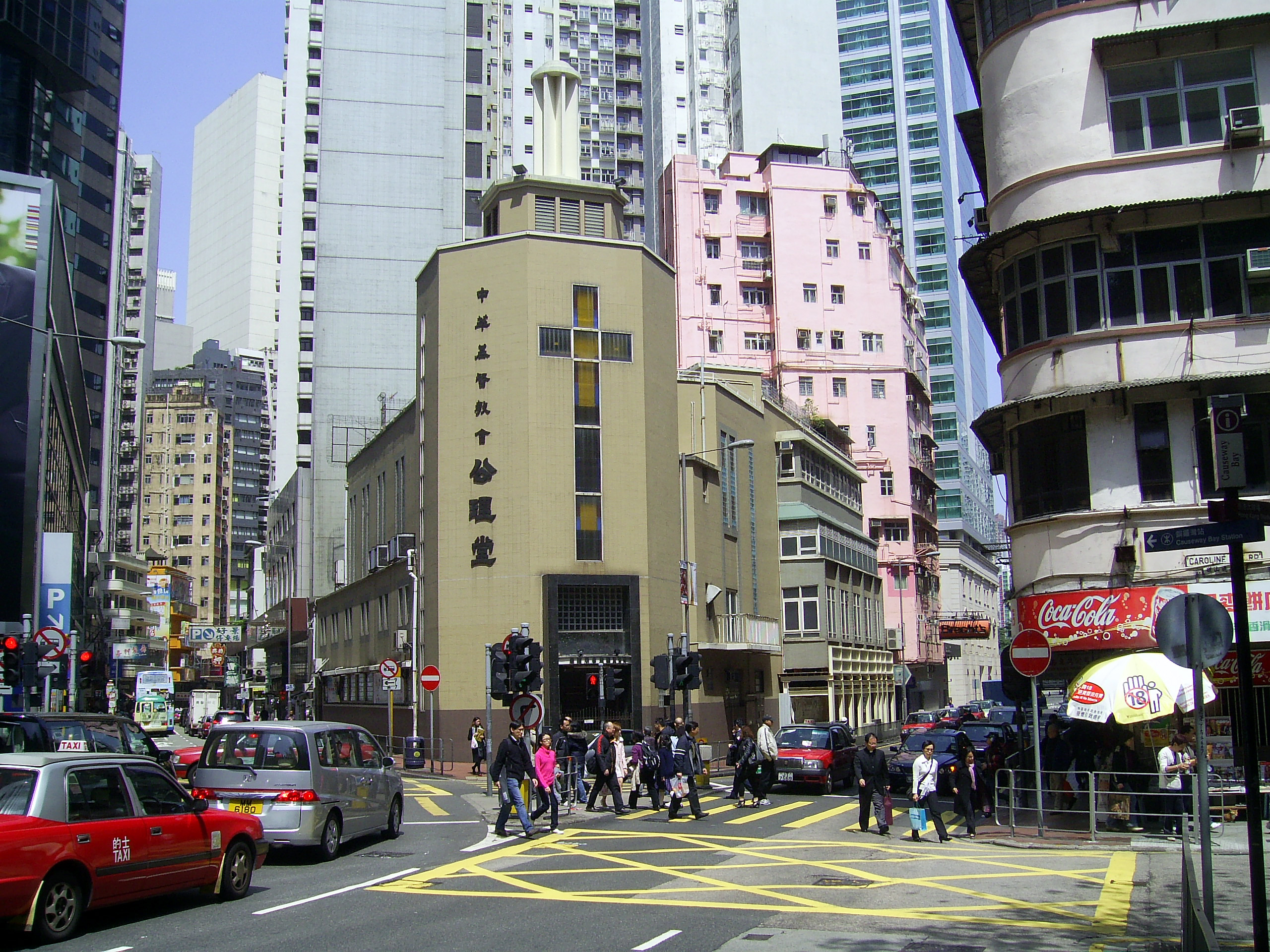
舊禮頓道堂

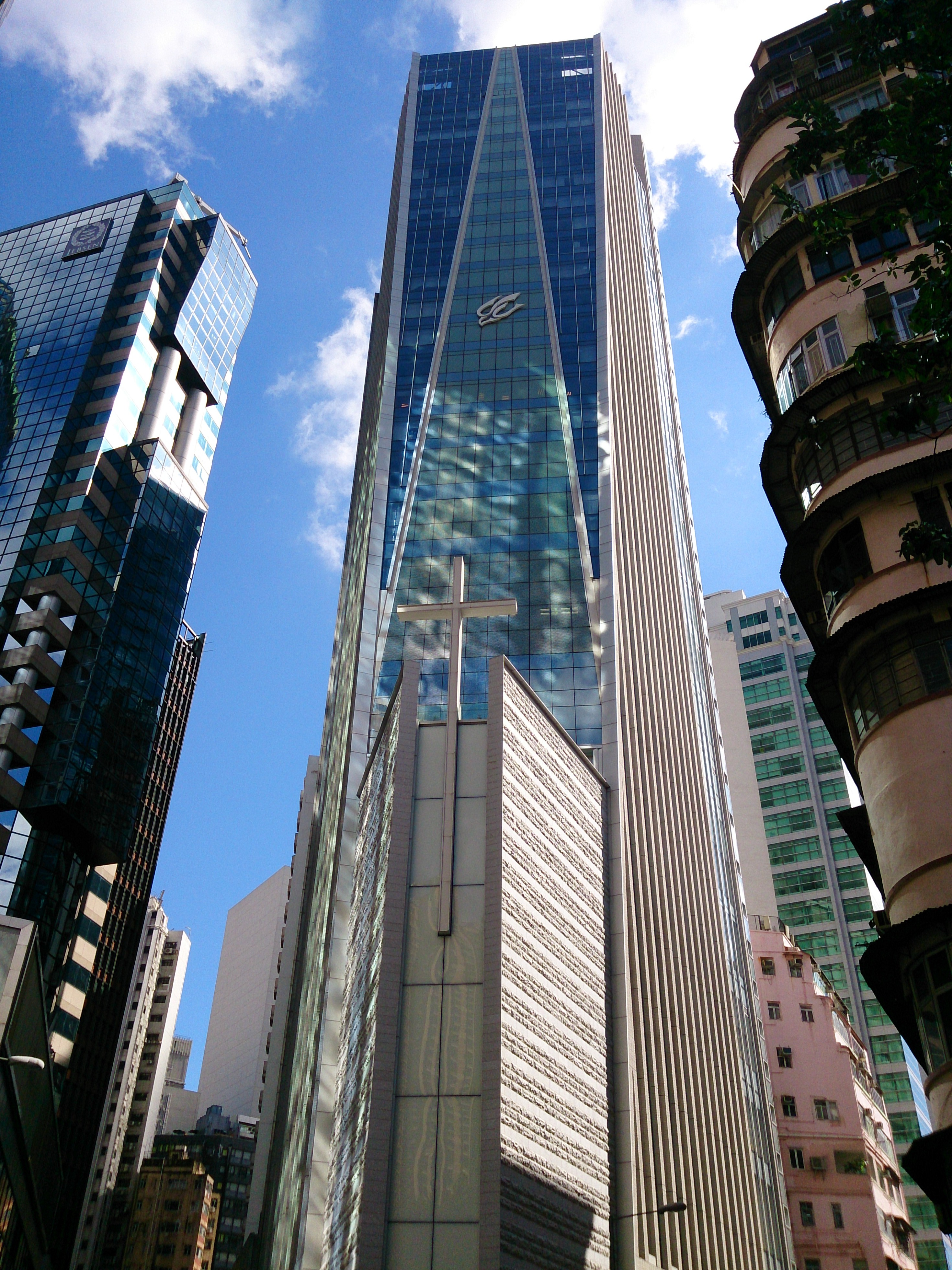
重建完成的公理堂大樓

1937年間，教會以樓梯街交通不便為由，計劃再覓地建築新堂。1940年教會購得禮頓道現址，籌備動工興建新堂期間太平洋戰爭爆發，工程被逼終止。戰後1950年12月9日新堂建築物落成，初時稱為「加路連山道堂」。
1970年教會在「樓梯街堂」原址重建，1971年公理堂大廈暨教會落成，因差餉物業估價署重新給予必列者士街68號之門牌，故改稱「必列者士街堂」。
2009年禮頓道堂進行重建，辦事處遷到毗鄰教堂的廣旅集團大廈公理堂培育中心，而重建期辦事處則位於銅鑼灣中心，早堂及晚堂崇拜安排於公理堂培育中心舉行，日堂崇拜則安排到真光中學及必街堂舉行。重建項目由創智建築師有限公司（AGC Design）設計，工程於2012年11月完成，教會及辦事處亦遷回原址，新廈命名「公理堂大樓」（Congregation House），樓高廿四層。2013年3月31日，即開基恰恰130年當天，亦同是當年之復活節，新教堂舉行獻堂禮。

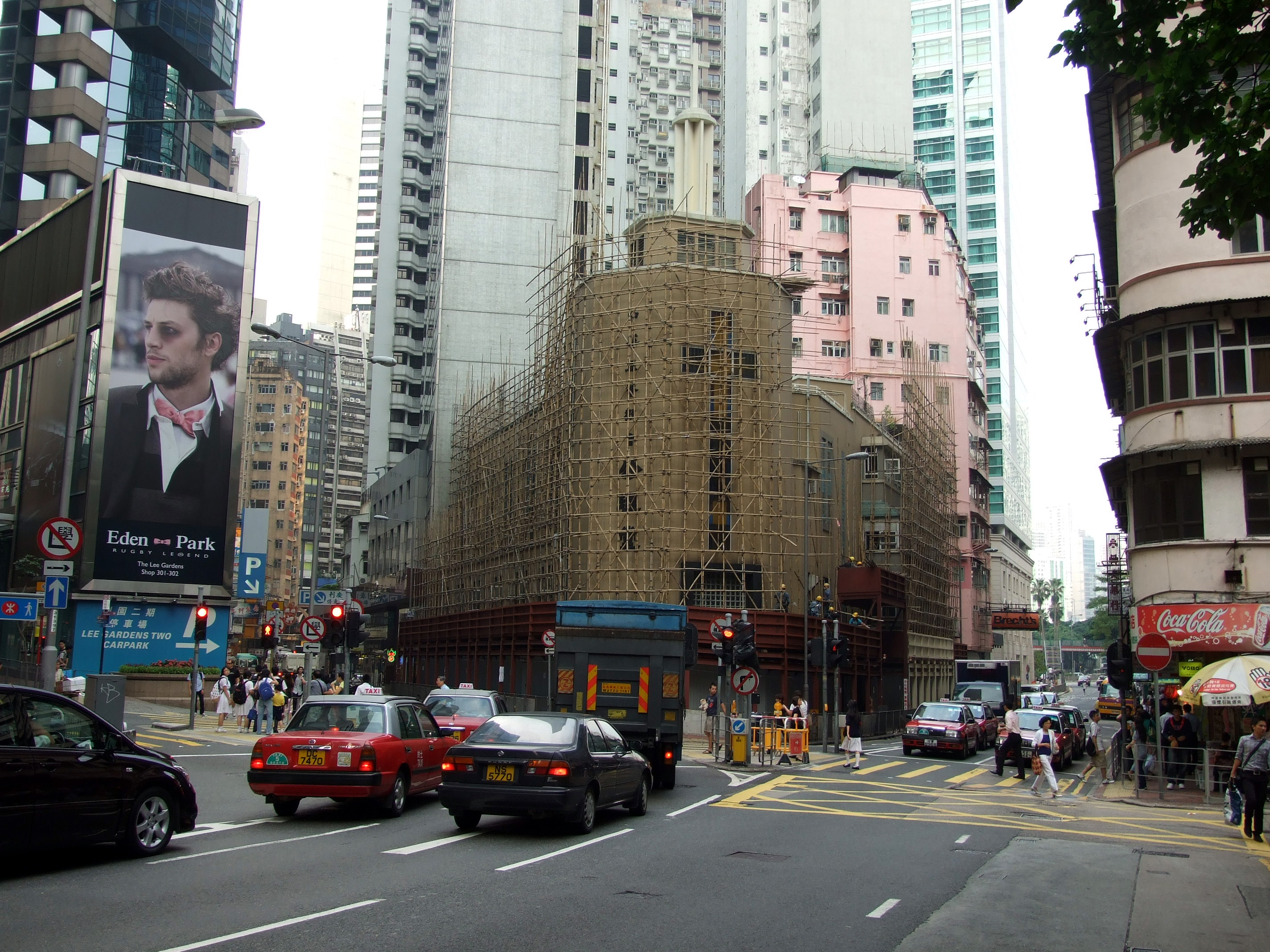
拆卸中的禮頓道堂
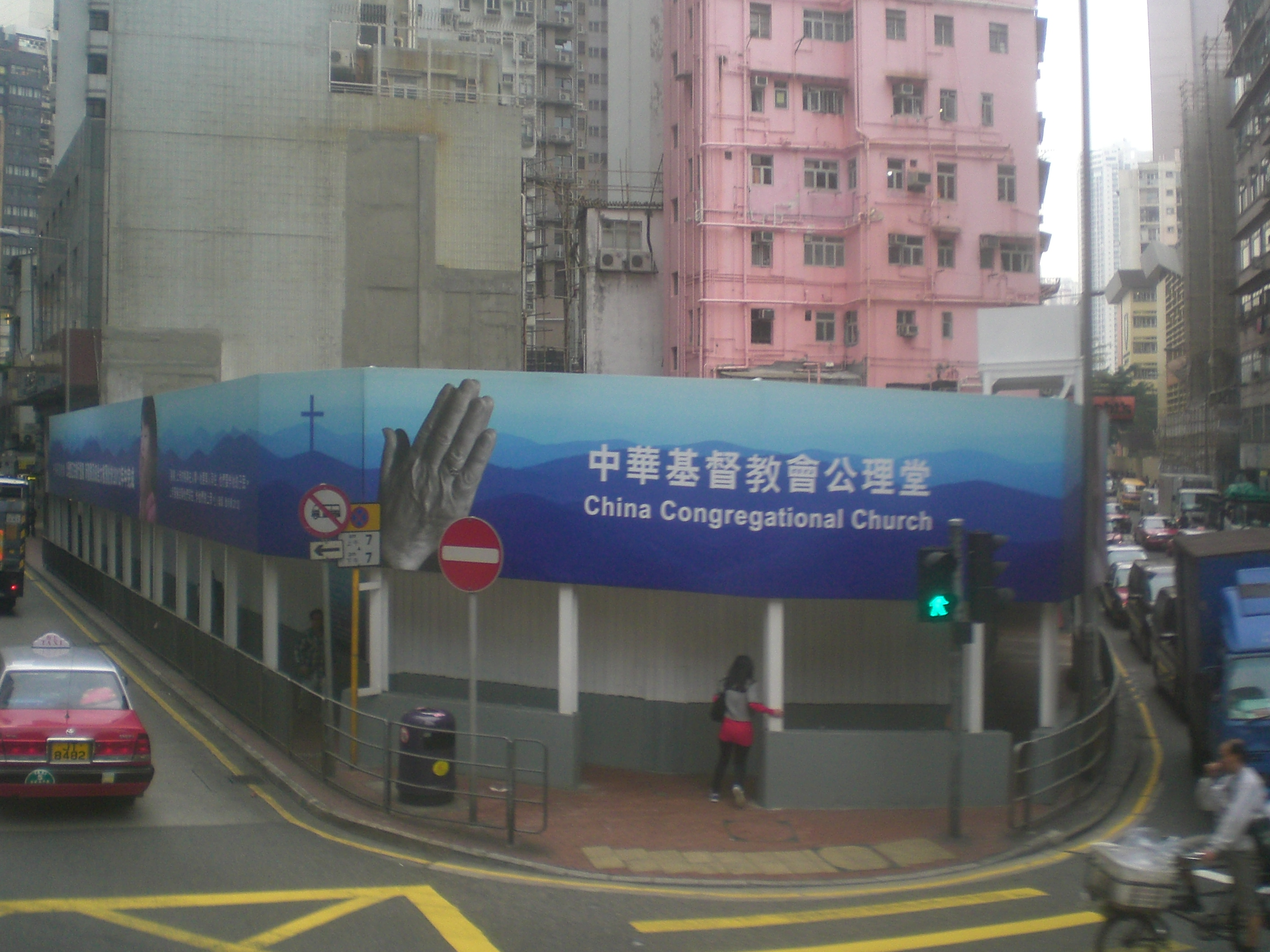
正在重建的禮頓道堂
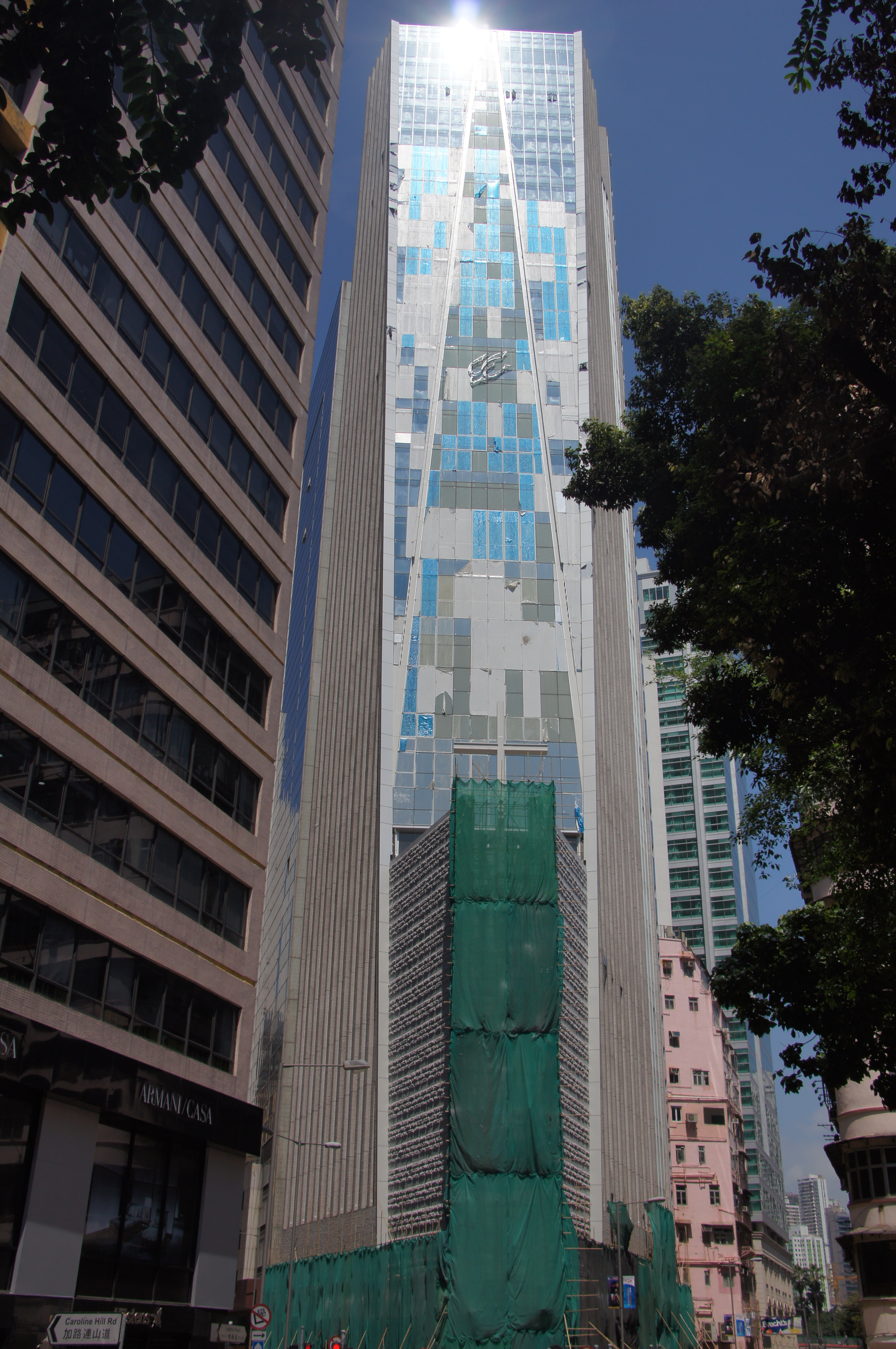
外牆接近竣工的公理堂大樓
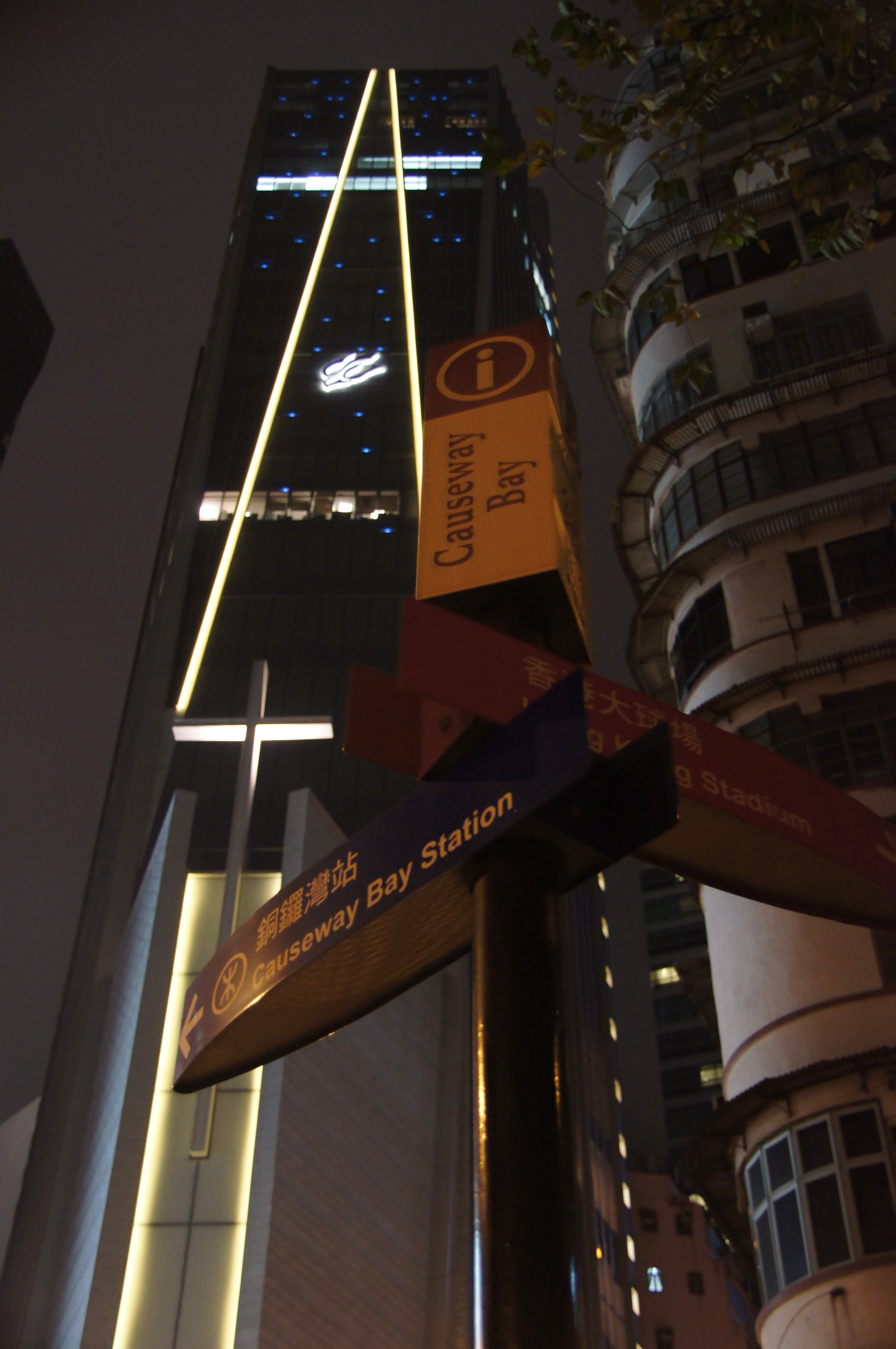
公理堂大樓正面外牆燈光含有三一神顯現的意涵
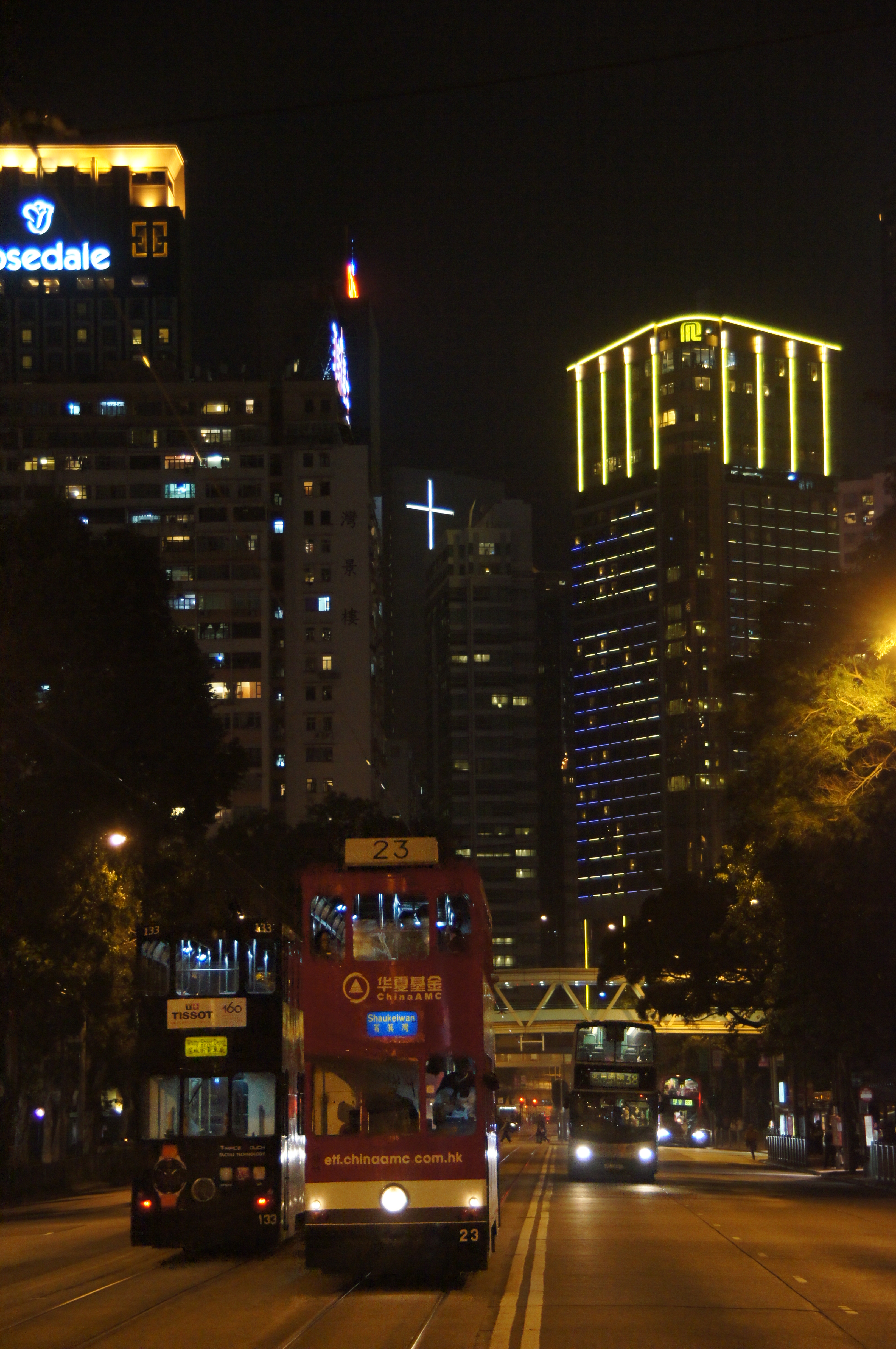
沿高士威道西行可看見公理堂大樓背面的十字架

## 歷任主任牧師
- 喜嘉理牧師（1883-1910）
- 翁挺生牧師（1903-1947）
- 馬敬全牧師（1947-1987）
- 翁瑞光牧師（1987-1993）
- 陳志堅牧師（1993-2015）
- 王震廷牧師（2015-2022）
- 譚日昇牧師（2022-    ）

## 射燈
2008年香港地球之友舉行的「荒謬的燈」網上選舉，吸引639位市民參與，禮頓道中華基督教會公理堂的屋頂射燈獲選為第四位（29票或4.5%），指其燈光滋擾到對面大廈的住戶。公理堂於10月9日作出回應：
1. 該堂射燈並非「不夜天」，從未有通宵達旦地開啟；
2. 該堂屋頂的射燈，已經暫停開啟。

香港地球之友對公理堂負責任的態度表示感謝。

## 外部連結
- 中華基督教會公理堂（页面存档备份，存于）
- 《中華基督教會公理堂條例》（页面存档备份，存于）